# Orquesta Típica Yukalpetén
La Orquesta Típica Yukalpetén es una agrupación musical mexicana fundada en 1942. Se ha distinguido por su labor de rescate y preservación de la música tradicional yucateca. Está conformada por 45 integrantes y solistas.

## Fundación y trayectoria
El nombre Yukalpetén proviene de la idioma maya, la palabra está compuesta por dos vocablos: yukal que significa venado y petén que significa zona o región, es decir la región del venado.  Gracias al apoyo del gobierno de Ernesto Novelo Torres la música típica yucateca tomó un nuevo auge, fue así que en 1942 la Orquesta Típica Yukalpetén debutó el 12 de abril en la Plaza de la Independencia de la ciudad de Mérida. Su primer director fue Daniel Ayala Pérez, a quien lo han sucedido Fausto Pinelo Río, José León Bojórquez, Nicomedes Canto y Canto, Pedro Hoil Calderón, Manuel Gómez Betancourt, Roberto Tello Martínez y Pedro Carlos Herrera López.
El repertorio de la orquesta es de más de 800 canciones de compositores y su acervo cultural incluye la obra poética de escritores yucatecos, tales como Alfredo Aguilar Alfaro, Angélica Balado, Felipe de la Cruz, Sergio Esquivel, Humberto Lara y Lara, Armando Manzanero, Ricardo López Méndez, Antonio Mediz Bolio, Ermilo Padrón López, José Peón Contreras, Luis Rosado Vega y José Antonio Zorrilla Martínez entre otros. Entre los títulos más conocidos de sus interpretaciones destacan “El tunkul”, “Caminante del Mayab”, “Manos de armiño”, “La mestiza”, “Mi Mérida”, “El pájaro azul”, “Peregrina”, “Voy a apagar la luz” y “Aires del Mayab”.
La orquesta se presenta mensualmente en el Teatro Peón Contreras de la ciudad de Mérida, se ha presentado en diversas ciudades de la república mexicana y en la ciudad hermana de Mérida en Venezuela. Ha participado en el Festival Internacional Cervantino en Guanajuato y en la Feria Nacional de San Marcos en Aguascalientes.  En 2010, durante el marco de los festejos del Bicentenario de la Independencia de México, se presentó en el Zócalo de la Ciudad de México acompañando a Armando Manzanero y alternando en un par de conciertos con la Orquesta Típica de la Ciudad de México. En 2011, ofreció el concierto Un canto al nuevo sol en el Palacio de Bellas Artes y en 2012 repitió en el mismo escenario para festejar el 70.° aniversario de su fundación alternando con Armando Manzanero, Sergio Esquivel y María Medina.
Desde su fundación la orquesta ha grabado varios discos. En 2011, durante la celebración anual de Festival de las Artes, presentó en el Teatro Peón Contreras su nueva producción discográfica, la cual reúne 45 temas musicales en tres discos así como material fotográfico desde que la orquesta tenía 23 años. La orquesta ha incursionado en el cine participando en las películas Un yucateco honoris causa (1967), Nuestros buenos vecinos de Yucatán (1967) y Peregrina (1974).

## Premios y distinciones
- Premio Nacional de Ciencias y Artes en el área de Artes y Tradiciones Populares otorgado por la Secretaría de Educación Pública en 1999.[5]

- Título de Embajadora Musical del Mundo Maya otorgado durante el concierto presentado en el Palacio de la Bellas Artes en 2012  para celebrar el 70.° aniversario de su fundación.